# Rồng (phương Tây)

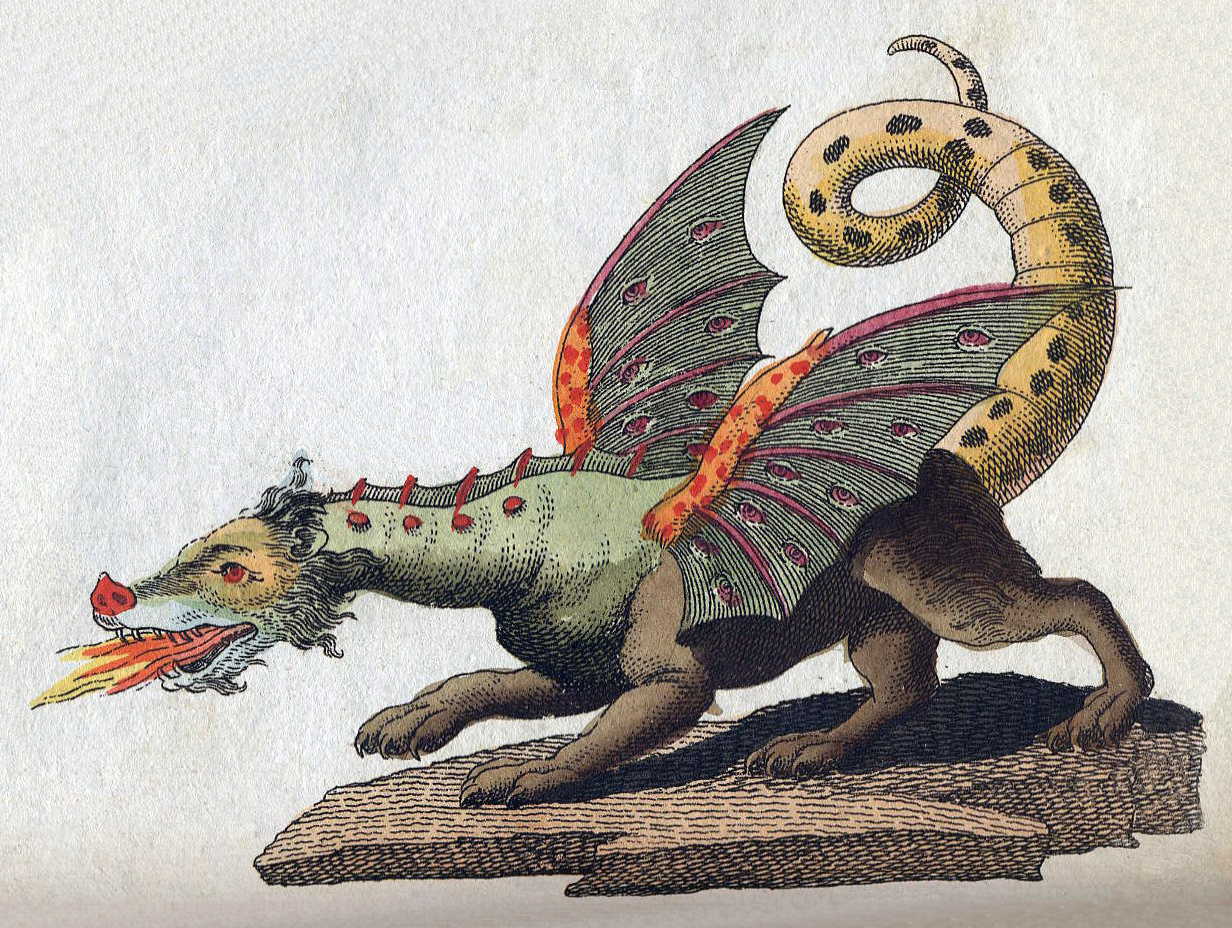
Minh họa một con rồng có cánh của Friedrich Justin Bertuch.

Rồng là một sinh vật huyền thoại trong văn hóa dân gian và trong thần thoại của các nền văn hóa châu Âu. 
Nhà thơ La Mã Virgil, mô tả một người chăn cừu chiến đấu với một con rắn lớn, gọi nó là "serpens" và "draco", cho thấy rằng vào thời của ông, hai từ này có thể có nghĩa giống nhau.
Thời Trung cổ, rồng thường được miêu tả là một sinh vật lớn, thở ra lửa, có vảy, có sừng, giống thằn lằn; sinh vật này cũng có đôi cánh giống như dơi, có bốn chân, một cái đuôi dài, cơ bắp có khả năng cầm nắm.
Trong truyện dân gian, máu rồng thường chứa đựng những sức mạnh độc nhất, giúp chúng sống lâu hơn hoặc mang lại cho chúng những đặc tính của độc, hoặc tính axit. Tương truyền chúng có lớp vảy cứng như sắt thép bao phủ cơ thể và đuôi gai, đầu của chúng có thể chứa sừng, gạc hoặc mào. Con rồng điển hình trong văn hóa Thiên chúa giáo thường sẽ bảo vệ một hang động hoặc lâu đài chứa kho báu. Hình tượng một con rồng độc ác thường gắn liền với một anh hùng cố gắng tiêu diệt nó, và một con rồng tốt sẽ hỗ trợ hoặc đưa ra lời khuyên.
Mặc dù là một sinh vật có cánh nhưng rồng thường được tìm thấy trong hang ổ dưới lòng đất.

## Một số loài rồng phương Tây

### Welsh
Welsh là loài rồng trong thần thoại xứ Welsh, chúng cũng được in hình trên quốc kỳ Wales.

## Á long
Á long (rồng hạng hai) theo nghĩa rộng là những sinh vật có vẻ ngoài giống rồng, được xếp vào lớp rồng theo nghĩa rộng, nhưng chúng lại không phải là một rồng (dragon). Những loài á long có kích thước nhỏ bé hơn, cũng như sức mạnh và năng lực đều thua xa loài rồng. Một số loài á long điển hình như:

### Wyvern

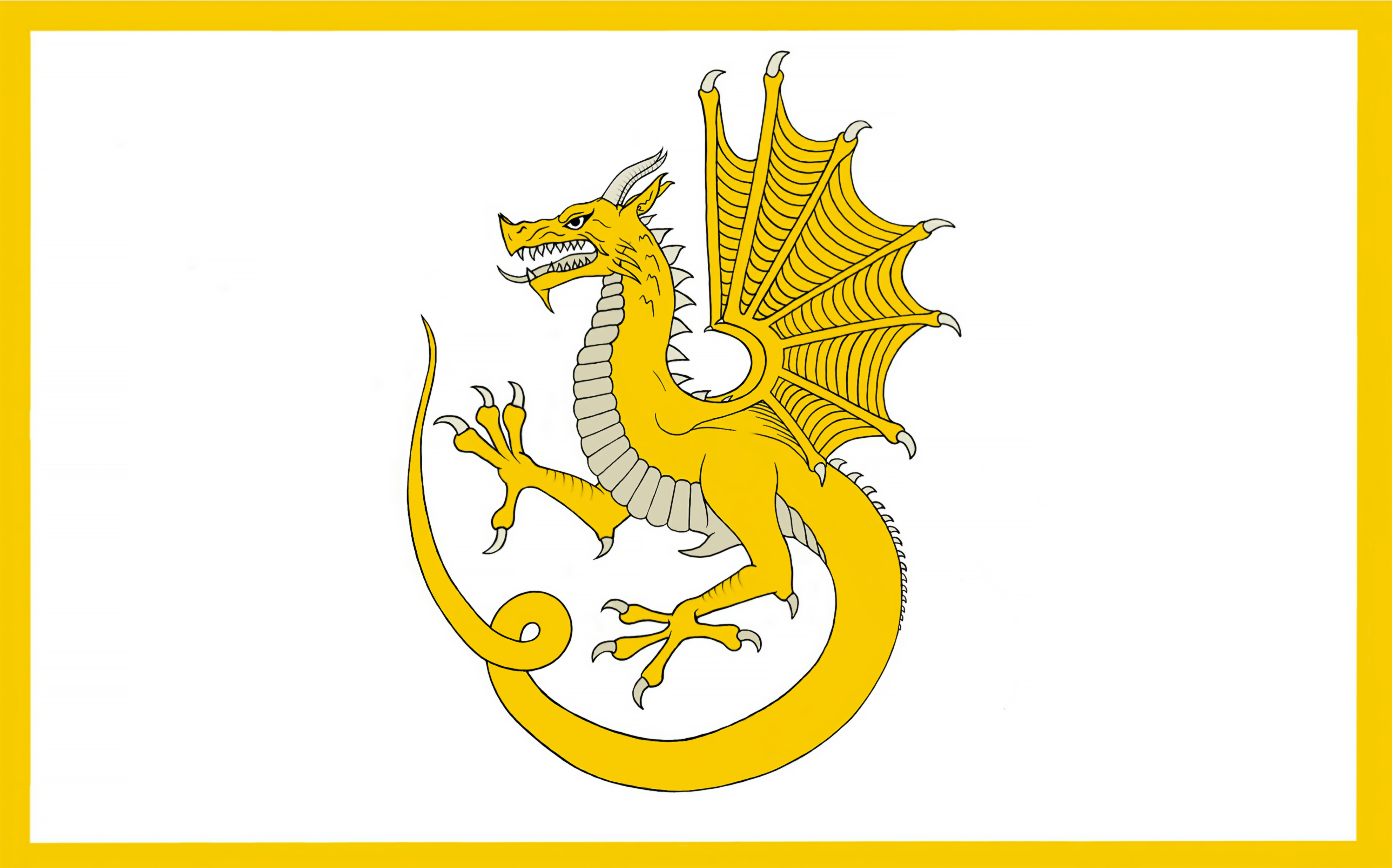
Hình vẽ Wyvern trên lá cờ Y Ddraig Aur.

Wyvern là một loài á long trong truyền thuyết. Thay vì có bốn chân và một cặp cánh to trên lưng như dragon, thì wyvern chỉ có hai chân, hai cánh và thường có đuôi nhọn được cho là có nọc độc, chúng  thường xuất hiện như linh vật của các trường học và đội thể thao (chủ yếu ở Hoa Kỳ, Vương quốc Anh và Canada). Nó là một sinh vật phổ biến trong văn học, thần thoại và văn hóa dân gian châu Âu. Ngày nay, nó thường được sử dụng trong văn học giả tưởng và trò chơi điện tử. Wyvern trong huy hiệu và văn hóa dân gian hiếm khi thở ra lửa, không giống như những con rồng khác.

### Wyrm
Wyrm hiện diện trong thần thoại Đức và phổ biến ra văn hóa châu Âu, thường được miêu tả là loài á long có vẻ ngoài của những con rắn lớn có nọc độc.
Wyrm đại diện cho vua chúa, manh tính chất bảo vệ nên rất được tôn sùng. Wyrm có vẻ ngoài rất giống rồng phương Đông vì thân dài và không có cánh, nhưng vẫn có khả năng bay.

### Hải Xà
Hải xà là một loại á long được mô tả trong nhiều thần thoại khác nhau, đáng chú ý nhất là Tiamat, Leviathan, Hydra và Jörmungandr.

### Drake
Loài á long này có bốn chân trông giống như những con kỳ đà nhưng kích thước to lớn hơn nhiều. Trong tiếng anh cổ, Drake cũng có nghĩa là rồng.